# Mirjam Björklund
Mirjam Björklund (* 29. Juli 1998 in Stockholm) ist eine schwedische Tennisspielerin.

## Karriere
Björklund spielt vorrangig auf Turnieren der ITF Women’s World Tennis Tour und konnte bereits zehn Titel im Einzel und zwei im Doppel gewinnen. Weiters gewann Björklund 2021 den Doppeltitel beim WTA Challenger Båstad.
2016 trat sie bei drei der vier Grand Slams im Juniorinneneinzel an. Bei den French Open schied sie gegen die an Nr. 2 gesetzte und spätere Finalistin Amanda Anisimova mit 4:6 und 3:6 bereits in der ersten Runde aus. In Wimbledon ereilte sie das gleiche Schicksal, als sie in der ersten Runde gegen die an Nr. 4 gesetzte und spätere Siegerin Anastassija Potapowa mit 1:6 und 0:6 verlor. Bei den US Open verlor sie gegen Alexandra Sanford ebenfalls in der ersten Runde mit 7:65, 3:6 und 3:6.
Ihren ersten Turniersieg schaffte Björklund in Knokke im Juli 2017. Zwei Wochen später erhielt sie eine Wildcard für das Hauptfeld im Einzel der Ericsson Open in Båstad, ihrem ersten Turnier der WTA Tour. Sie scheiterte hier in der ersten Runde an Kateryna Koslowa nur knapp mit 6:3, 2:6 und 6:74. Im Doppel startete sie zusammen mit ihrer Partnerin Ida Jarlskog ebenfalls mit einer Wildcard. Aber auch im Doppel war gegen das Doppel Ellen Allgurin und Karen Barritza nach drei Sätzen in der ersten Runde Ende.
Im Jahr 2018 spielte Björklund erstmals für die schwedische Fed-Cup-Mannschaft; ihre Fed-Cup-Bilanz weist bislang 3 Siege bei 3 Niederlagen aus.

## Turniersiege

### Einzel
| Nr. | Datum            | Turnier                  | Kategorie   | Belag     | Finalgegnerin             | Ergebnis       |
| --- | ---------------- | ------------------------ | ----------- | --------- | ------------------------- | -------------- |
| 1.  | 16. Juli 2017    | Knokke                   | ITF $15.000 | Sand      | Marie Temin               | 6:3, 6:4       |
| 2.  | 22. Juli 2018    | Brüssel                  | ITF $15.000 | Sand      | Julyette Steur            | 7:5, 6:1       |
| 3.  | 27. Januar 2019  | Monastir                 | ITF W15     | Hartplatz | Gösäl Ainitdinowa         | 6:2, 7:5       |
| 4.  | 24. Februar 2019 | Monastir                 | ITF W15     | Hartplatz | Despina Papamichail       | 1:6, 7:63, 6:3 |
| 5.  | 25. März 2019    | Tabarka                  | ITF W15     | Sand      | Chantal Škamlová          | 6:3, 6:2       |
| 6.  | 5. Mai 2019      | Santa Margherita di Pula | ITF W25     | Sand      | Gabriela Cé               | 6:3, 7:63      |
| 7.  | 15. August 2021  | Koksijde                 | ITF W25     | Sand      | Dea Herdželaš             | 7:66, 6:3      |
| 8.  | 31. Oktober 2021 | Austin                   | ITF W25     | Hartplatz | Kayla Day                 | 2:6, 6:2, 6:2  |
| 9.  | 24. April 2022   | Orlando                  | ITF W25     | Sand      | Alexandra Cadanțu-Ignatik | 6:3, 6:4       |
| 10. | 24. Juni 2023    | Ilkley                   | ITF W100    | Rasen     | Emma Navarro              | 6:4, 7:5       |

### Doppel
| Nr. | Datum             | Turnier  | Kategorie      | Belag     | Partnerin     | Finalgegnerinnen                    | Ergebnis         |
| --- | ----------------- | -------- | -------------- | --------- | ------------- | ----------------------------------- | ---------------- |
| 1.  | 19. November 2017 | Hammamet | ITF $15.000    | Sand      | Lexie Stevens | Beatrice Lombardo Gaia Squarcialupi | 6:3, 6:0         |
| 2.  | 10. Juli 2021     | Båstad   | WTA Challenger | Sand      | Leonie Küng   | Tereza Mihalíková Kamilla Rachimowa | 5:7, 6:3, [10:5] |
| 3.  | 9. Oktober 2021   | Redding  | ITF W25        | Hartplatz | Katie Swan    | Dalila Jakupović Lu Jiajing         | 6:3, 1:6, [10:3] |